# Siphona intrudens
Siphona intrudens là một loài ruồi trong họ Tachinidae.